# Marqués de la Valdavia
Marqués de la Valdavia – stacja metra w Madrycie, na linii 10. Znajduje się w Alcobendas i zlokalizowana jest pomiędzy stacjami Manuel de Falla i La Moraleja. Została otwarta 26 kwietnia 2007.